# Polybius
Polybius (/pəˈlɪbiəs/; tiếng Hy Lạp cổ: Πολύβιος, Polýbios; k. 200  - k. 118 TCN)  là một sử gia người Hy Lạp của thời kỳ Hy Lạp cổ đại. Ông nổi tiếng với tác phẩm Lịch sử trong đó bao gồm chi tiết giai đoạn 264-146 TCN. Tác phẩm mô tả sự trỗi dậy của Cộng hòa La Mã với vị thế thống trị trong thế giới Địa Trung Hải cổ đại. Nó bao gồm tài khoản nhân chứng của ông về vụ vây thành Carthage và Corinth vào năm 146 TCN, và sự sáp nhập của La Mã vào lục địa Hy Lạp sau Chiến tranh Achaean.
Polybius rất quan trọng đối với việc phân tích hiến pháp hỗn hợp hoặc sự phân chia quyền lực trong chính phủ, điều này có ảnh hưởng đến Tinh thần pháp luật của Montesquieu và các nhà soạn thảo của Hiến pháp Hoa Kỳ. Ông cũng được ghi nhận khi chứng kiến các sự kiện mà ông đã ghi lại.
Chuyên gia hàng đầu về Polybius là F. W. Walbank (1909-2008), người trong 50 năm đã công bố các nghiên cứu liên quan đến ông, bao gồm một bài bình luận dài về tác phẩm Lịch sử và tiểu sử của ông.